# Troglelmis leleupi
Troglelmis leleupi là một loài bọ cánh cứng trong họ Elmidae. Loài này được Jeannel miêu tả khoa học năm 1950.